# Perlas ensangrentadas
«Perlas ensangrentadas» es una canción del grupo español Dinarama en colaboración con Alaska, compuesta por Carlos Berlanga y Nacho Canut e incluida en su álbum debut Canciones profanas, lanzado en mayo de 1983. La canción también aparece remezclada en su primer álbum recopilatorio Diez en 1987. El estilo musical de la canción combina new wave y glam rock y su letra trata sobre el interrogatorio a una testigo de un asesinato que finalmente muere asesinada. 
Fue publicada como segundo sencillo del álbum en 1983, y la canción fue un éxito comercial para el grupo, llegando al puesto número 15 en la lista de sencillos de AFYVE. Es una de las canciones más representativas de la década de los ochenta en España.

## Composición
El sonido característico de la versión original de «Perlas ensangrentadas» ha suscitado recurrentes comparaciones con la emblemática «Born to Run» del cantautor estadounidense Bruce Springsteen, debido a sus similitudes estructurales y su energía rítmica.

## Lanzamiento y recepción
En mayo de 1983, Alaska y Dinarama publican dos sencillos conjuntos «Crisis» y «Perlas ensangrentadas». Este último se lanza primero en un formato de siete pulgadas junto a la canción «Mujeres rusas», en la cara B. Más tarde publican un maxisencillo de doce pulgadas, de nuevo junto a «Mujeres rusas», y esta vez junto a la canción inédita «Enanos asesinos», en la cara B.
La canción logró hacerse un lugar en las listas de éxitos, alcanzando el puesto número 15 entre los sencillos más vendidos en España, consolidando así un modesto pero significativo éxito para la naciente etapa de Dinarama.

## Lista de canciones y formatos
| Sencillo de 7" |                         |          |  |
| N.º            | Título                  | Duración |  |
| 1.             | «Perlas ensangrentadas» | 3:10     |  |
| 2.             | «Mujeres rusas»         | 2:00     |  |

| Maxisencillo de 12" |                         |          |  |
| N.º                 | Título                  | Duración |  |
| 1.                  | «Perlas ensangrentadas» | 3:10     |  |
| 2.                  | «Mujeres rusas»         | 2:00     |  |
| 3.                  | «Enanos asesinos»       | 1:44     |  |

## Vídeo musical
Aunque originalmente no se produjo un vídeo musical específico para la canción, su promoción estuvo acompañada por un cortometraje filmado para el programa televisivo Estoc de pop de TV3. Esta obra visual, lanzada el 11 de abril de 1984, contó con la dirección de Manuel Huerga y se convirtió en un singular complemento audiovisual para la difusión del tema.
El vídeo presenta una narrativa oscura y teatral, donde Carlos Berlanga asume el papel de un detective que interroga a Alaska, quien interpreta a una testigo clave del asesinato de una mujer llamada René. La secuencia inicial muestra el disparo fatal dirigido a la víctima, tras lo cual la cámara revela el reflejo del rostro de Berlanga en un espejo, en cuyo cristal se ha escrito el nombre de la fallecida con pintalabios. Al retirarse el plano, la escena descubre a Alaska, envuelta en una atmósfera sombría que evoca el estilo siniestro que caracterizó su imagen en los primeros años de la década de 1980.
La interrogación del detective culmina cuando Alaska, con un aire de enigma y fatalismo, enuncia la frase «Vámonos…» antes de fumar un cigarrillo y descender por un ascensor que la conduce hasta un automóvil. En un desenlace cargado de simbolismo trágico, el personaje de Alaska regresa al escenario del crimen, donde un encapuchado la asesina asfixiándola con una bolsa. Berlanga, al notar su ausencia y presa de incertidumbre, opta por retirarse, dejando la historia envuelta en misterio e inquietud. Este vídeo, a pesar de su carácter no oficial, quedó impreso en la memoria colectiva como un complemento visual icónico para el imaginario de la canción.

## Créditos y personal
- Alaska: voz, producción
- Carlos Berlanga: voz, composición, producción
- Nacho Canut: composición, bajo, producción
- Johnny Canut: batería
- Ángel Altolaguirre: guitarra, producción
- Marcos Mantero: teclado

Créditos adaptados de las notas del vinilo de 7" de «Perlas ensangrentadas».

## Posicionamiento en listas

### Semanales
| Lista (1983)   | Posición |
| -------------- | -------- |
| España (AFYVE) | 5        |